# Штанггассингер, Каспар
Каспар Штанггассингер (нем. Kaspar Stangassinger) — блаженный Римско-католической церкви, священник, монах, член мужского монашеского ордена редемптористов.

## Биография
Каспар Штанггассингер родился 12 января 1871 года в многодетной семье. После окончания школы Каспер поступил в гимназию города Фрайзинг. Во время учёбы в гимназии он вступил в третий францисканский орден.
7 января 1890 года он закончил своё обучение в гимназии и вернулся в свой родной город, где он начинает заниматься журналистикой, публикуя несколько статей в местной газете. Будучи журналистом, он в течение 1890 года совершает многочисленные поездки по Германии и Австрии, посещая Мюнхен, Инсбрук, Зальцбург, Вену.
22 ноября 1890 года Каспар поступил в семинарию в городе Фрайзинг, во время обучения в которой он знакомится с духовностью редемптористов. В сентябре 1892 года он встречается с провинциалом редемптористов и 6.10.1892 года вступает в новициат ордена. 16.10.1895 года Каспар принимает рукоположение в священника, после чего он начинает преподавать богословие желающим вступить в монашеский орден в одном из монастырей редемптористов.
В 1894 году редемптористы решили перевести новициат из баварского города Дюрнберга в город Гарс-на-Инне в Австрии, и Каспар начинает там обустройство будущего монастыря. 22 сентября 1894 года генерал ордена назначил Каспара директором новициата, но в тот же день он испытал сильные боли в животе. Врачи диагностировали у него разрыв аппендикса. Приняв таинство Евхаристии и исповедавшись, Каспар Штанггассингер скоропостижно скончался 26.09.1899 года в возрасте 28 лет.

## Прославление
Вскоре после его смерти среди верующих распространилось мнение о святости Каспара Штанггассингера. 9.01.1935 года мощи Каспара были перенесены из крипты в часовню города Гарс. 24.04.1988 года Каспар Штанггассингер был причислен к лику блаженных римским папой Иоанном Павлом II.